# Брег при Литии
Брег при Литии (на словенски: Breg pri Litiji) е село в Словения, Средна Словения, община Лития. Според Националната статистическа служба на Република Словения през 2015 г. селото има 215 жители.